# Адашбаев, Турсунбай
Турсунбай Адашбаев (кирг. Турсунбай Адашбаев, узб. Tursunboy Adashboyev, 1 января 1939, Сафедбулан, Ала-Букинский район, Джалал-Абадская область, Киргизская ССР, СССР — 14 мая 2017, Узбекистан) — советский, кыргызский и узбекский детский поэт, переводчик. Заслуженный деятель искусств Республики Кыргызстан.

## Биография
Турсунбай Адашбаев родился 1 января 1939 года в селе Сафедбулан Ала-Букинского района Джалал-Абадской области. В 1957 году, после окончания специализированной школы «Кызыл» в Сафедбулане, поступил на факультет журналистики Ташкентского государственного университета, который закончил в 1963 году.
В разное время работал на должностях — литературного сотрудника редакции областной газеты «Ленин йули» в Оше (1963—1973, 1977—1979), редактора комитета Ошской области по телевидению и радиовещанию (1973—1977). С 1980 по 1982 годы был слушателем московских Высших литературных курсов при Союзе писателей СССР. В 1987 году вступил в должность главного редактора издательства «Юлдузча» в Ташкенте.
Турсунбай Адашбаев скончался 14 мая 2017 года.

## Творчество
Турсунбай Адашбаев начал публиковаться в 1957 году. Творчество поэта было в основном посвящено детям. Свои произведения он писал на узбекском и кыргызском языках. Первый сборник стихотворений узб. Камолнинг олмаси (Яблоко Камола) на узбекском языке увидел свет в 1964 году, в 1972 году вышел первый сборник стихотворений кирг. Ала-Тоолук боломун (Я из Ала-Тау) на кыргызском языке.
В разные годы были изданы сборники стихотворений: узб. Биз саёҳатчилар (Мы путешественники, 1967), узб. Сурнай, узб. Арслонбоб шаршараси (Водопад Арсланбоба), узб. Уч бақалоқ ва сирли қовоқ (Три богатыря и тайная тыква, 1990), узб. Олтин ёлли тулпор (Златогривая лошадь), узб. Латифбойнинг лофлари (Байки Латифбоя), узб. Орзуларим – қўш қанотим (Мечты — мои крылья, 2003).
Адашбаев был известен как переводчик на узбекский язык литературных произведений для детей всемирно известных авторов, наиболее популярные из которых: Мойдодыр Корнея Чуковского; узб. Аҳмоқ сичқонча ҳақида эртак (Сказка о глупом мышонке) Самуила Явковлевича Маршака; узб. Сеҳрли қизил гул (Аленький цветочек) Сергея Аксакова; узб. Кўлмакдаги суратлар (Картинки в лужах), узб. Ўқишни билсанг ўзинг (Как хорошо уметь читать) Валентина Берестова; узб. Бўри мақтаса... (Как волк песни пел) Бориса Заходера; узб. Игна (Иголка) Нодара Думбадзе; узб. Кутилмаган ҳодиса (Неожиданное событие) Овсея Дриза; узб. Қорбобо бўлсам агар (Если б я был Дедом Морозом) Владимира Данько; узб. Тухум ва товуқ (Яйцо и курочка), узб. Туз ҳақида эртак (Сказка о соли) Яна Бжехва; узб. Пат сақланар ёстиқда (Пух из подушки), узб. Бекинмачоқ (Прятки) Уолтера Де ла Мара.
Отдельными книгами вышли переводы стихотворений Корнея Чуковского и Самуила Яковлевича Маршака.
Особое место занимают в творчестве Турсунбая Адашбаева переводы кыргызских авторов на узбекский язык, он перевёл произведения Алыкула Осмонова, Жолона Мамытова, Тологона Касымбекова, Сооронбая Жусуева и многих других. Адашбаев также является автором перевода на узбекский язык эпоса Манас в прозе для детей.

## Награды
- Орден «Дустлик» (1999)
- Орден Манас 3 степени (1995)
- Заслуженный деятель искусств Республики Кыргызстан (1999)
- Отличник народного образования Республики Узбекистан (1993)